# Nastygal
Nasty Gal est un détaillant américain spécialisé dans la mode pour femmes. 
Fondée par Sophia Amoruso en 2006, Nasty Gal est basée à Los Angeles,. 
En 2017, l'entreprise est rachetée par le groupe BooHoo.